# Sandy Balestra
Alessandra «Sandy» Balestra (geboren am 13. September 1975 in Lugano) ist eine Schweizer Pornodarstellerin und Politikerin (Lega dei Ticinesi).

## Biografie
Balestra wuchs in einem Vorort von Lugano im Kanton Tessin auf. Ihren Einstieg in die Pornofilmbranche fand sie im Alter von 18 Jahren, als sie während eines Sprachaufenthalts in London einen italienischen Pornoproduzenten kennenlernte. Ihr erster Film namens 30 maschi per Sandy entstand 1993 unter der Regie von Rocco Siffredi. Es folgten mehrere weitere Filme, mit denen sie besonders in Italien Bekanntheit erlangte.
Anfang 1995 hatte Giuliano Bignasca, der Präsident der Protestpartei Lega dei Ticinesi, die Idee, Balestra als Kandidatin für die Wahlen zum Grossen Rat des Kantons Tessin aufzustellen, wobei er explizit das Ziel verfolgte, dadurch das politische Establishment zu provozieren. In der Folge erschien sie auf den offiziellen Wahlplakaten der Partei, mit dem zweideutigen Slogan «Lega – eine Politik ohne Schleier». Balestra wurde häufig mit Ilona Staller («Cicciolina») verglichen. Parteiintern war sie durchaus umstritten; Nationalrat Flavio Maspoli beispielsweise bezeichnete sie als «politisch unbrauchbar». Balestra selbst verteidigte ihre Kandidatur mit den Worten: «Ich bin eine Bürgerin wie alle anderen auch. Der Unterschied ist der, dass die Leute gesehen haben, was ich mache. Es gibt Leute, die haben äusserlich ein sauberes Image, aber innerlich sind sie vielleicht noch schmutziger als ich.» Zur Überraschung vieler war Balestra erfolgreich und erzielte am 3. April 1995 mit 27'393 Stimmen das beste Ergebnis ihrer Partei im Bezirk Lugano. Sie zog in den Grossen Rat ein und war die einzige Frau in ihrer Fraktion.
Balestra nahm ihr politisches Mandat allerdings kaum wahr und fehlte bei fast allen Sitzungen, häufig unentschuldigt. Aus diesem Grund wurde sie verschiedentlich von Lega-Mitgliedern zum Rücktritt aufgefordert, um einen erfahrenen Abgewählten nachrücken zu lassen. Mitte Dezember 1995 erschien im Tessiner Amtsblatt eine Mitteilung der Staatsanwaltschaft, wonach ihr Aufenthaltsort derzeit unbekannt sei und dass eine gegen sie eröffnete Untersuchung wegen «Erschleichung einer Leistung» abgeschlossen worden sei. Zwei Monate später wurde sie in Abwesenheit per Strafbefehl zu einer Geldbusse von 500 Franken verurteilt, weil sie im Dezember 1994 eine Taxifahrt von Kloten nach Lugano nicht bezahlt hatte. Die Polizei verhaftete sie im Mai 1996 zweimal und hielt sie vorübergehend in Untersuchungshaft fest, um die Aufklärung weiterer Delikte zu ermöglichen.
Das Tessiner Strafgericht verurteilte Balestra im September 1998 zu einer bedingten Haftstrafe von 15 Monaten. Sie wurde für schuldig befunden, von Mai 1995 bis Mai 1996 mit 360 Gramm Kokain und 90 Ecstasy-Pillen gehandelt zu haben. Einer ihrer Kunden war Giuliano Bignasca gewesen (zum Zeitpunkt des Prozesses wegen Drogenkonsums und Verleumdung in Halbgefangenschaft), der als Gegenleistung Räumlichkeiten für die Aufnahme von Pornofilmen zur Verfügung gestellt hatte. Weitere erwiesene Anklagepunkte waren das Verbreiten von Falschgeld und das Verstecken einer Pistole, mit der ein Freund einen Raubüberfall begangen hatte. Balestra musste ihr Grossratsmandat ablegen, denn das Strafgericht erklärte sie für fünf Jahre unfähig, Mitglied einer Behörde zu sein. Sie zog sich anschliessend weitestgehend aus der Öffentlichkeit zurück.

## Filmografie
- 1993: 30 maschi per Sandy (Regie: Rocco Siffredi)
- 1994: Panna montata
- 1995: Panna montata 2
- 1995: L’autobus del sesso: Ultima fermata Sandy
- 1995: Sandy Insatiable
- 1997: Best of Sandy
- 1997: Analgiganten
- 1997: Exploded Passion
- 1997: Pornololite di Diva Futura 6
- 2000: Made In Italy